# Charles W. Alcock
Charles William Alcock (2 de diciembre de 1842-26 de febrero de 1907) fue un deportista, administrador, autor y editor inglés. Fue uno de los principales impulsores del desarrollo del fútbol y el críquet a nivel internacional, además de ser el creador de la FA Cup.